# Znak zachęty
Znak zachęty (ang. command prompt) – wykorzystywany w wierszu poleceń znak lub sekwencja znaków wskazująca gotowość komputera do przyjmowania poleceń.
Najczęściej znak zachęty zakończony jest przez $, #, %, : albo >. Może dla wygody użytkownika zawierać także inne informacje jak:
- nazwa bieżącego katalogu roboczego,
- ścieżka dostępu do niego,
- nazwa komputera,
- nazwa użytkownika,
- bieżący czas czy data.

W systemach Unix zwyczajowo szeregowy użytkownik jako znak zachęty widzi $, a administrator (root) − #. Zróżnicowanie to ma na celu uświadomienie użytkownikowi zalogowanemu na konto o wyższych uprawnieniach, że jego działania mogą mieć dużo bardziej rozległy efekt.
Z reguły znak zachęty może być zmodyfikowany przez użytkownika, w taki sposób by odpowiadał jego osobistym preferencjom. Dla przykładu w systemach uniksowych i podobnych odbywa się to przez ustawienie odpowiedniej zmiennej środowiskowej, a w systemach DOS oraz Windows przez zmienną PROMPT. 
W systemach Unix istnieje wiele poziomów znaku zachęty. Pierwszemu poziomowi w najpowszechniejszych powłokach zgodnych z powłoką Bourne’a odpowiada za to zmienna PS1 wyświetlana po zalogowaniu, oznaczająca stan oczekiwania na wprowadzenie polecenia. Zmienna drugiego poziomu to PS2. Wyświetlana jest, gdy interpreter oczekuje dodatkowych danych i domyślnie ma ona postać „>”.